# Paprika (album)
Paprika, è il secondo album in studio della rapper italiana Myss Keta.

## Descrizione
L'album contiene molti featuring (Gabry Ponte, Gemitaiz, Elodie, e Guè tra gli altri) e rappresenta un ritorno sulle scene discografiche della performer dopo un anno, sempre all'insegna della sensualità e della trasgressività. Musicalmente è un disco estremamente eclettico, ma risulta essere, nella sua interezza, un ibrido tra musica elettronica, riot grrrl, pop, elettropop e musica sperimentale che presenta elementi provenienti dalla trap,, dalla dance, dalla techno, dall'art pop, dal futurepop, dal contemporary R&B, dall'old school hip hop, dalla world, dal hip hop, dal rhythm and blues, dall'electro dance e dal pop sperimentale.

## Accoglienza
| Recensione | Giudizio |
| ---------- | -------- |
| Ondarock   | 7/10     |
| Rockol     | 6/10     |

L'album è stato posizionato alla decima posizione dei 20 miglior dischi italiani dell'anno stilata dalla rivista Rolling Stone Italia.

## Tracce
Crediti riportati sul sito della SIAE.
1. Also sprach Elenoire (feat. Elenoire Ferruzzi) – 0:23 (testo: Dario Pigato, Myss Keta, Simone Rovellini, Stefano Riva)
2. Battere il ferro finché è caldo – 2:54 (testo: Dario Pigato, Myss Keta, Simone Rovellini – musica: Stefano Riva)
3. Una donna che conta Remix (feat. Wayne Santana) – 3:46 (testo: Dario Pigato, Myss Keta, Simone Rovellini, Umberto Violo – musica: Stefano Riva)
4. Main Bitch – 3:29 (testo: Dario Pigato, Myss Keta, Simone Rovellini, Umberto Violo – musica: Stefano Riva)
5. Botox Remix (feat. Gemitaiz) – 3:28 (testo: Dario Pigato, Davide De Luca, Myss Keta, Simone Rovellini, Stefano Riva – musica: Andrea Fratangelo, Marlon Silva Lumba)
6. Pazzeska (feat. Guè) – 2:46 (testo: Cosimo Fini, Dario Pigatto, Myss Keta, Simone Rovellini – musica: Stefano Riva, Andrea Mangia)
7. Top (feat. Luchè) – 2:50 (testo: Dario Pigato, Luca Imprudente, Myss Keta, Simone Rovellini – musica: Stefano Riva, Carlo Luciano Porrini)
8. 100 rose per te (feat. Quentin40) – 3:00 (testo: Dario Pigato, Myss Keta, Simone Rovellini – musica: Stefano Riva, Vittorio Crisafulli)
9. Mortacci tua (feat. Cacao Mental) – 3:01 (testo: Dario Pigato, Myss Keta, Simone Rovellini, Stefano Riva – musica: Stefano Iascone, Marco Pampaluna)
10. Clique – 2:50 (testo: Dario Pigato, Myss Keta, Simone Rovellini, Stefano Riva – musica: Andrea Mangia)
11. Le ragazze di Porta Venezia Remix (feat. Elodie, Priestess, Joan Thiele) – 3:31 (testo: Alessandra Prete, Alessandra Thiele, Dario Pigato, Myss Keta, Simone Rovellini – musica: Rocco Rampino, Stefano Riva)
12. B.O.N.O. – 3:06 (testo: Dario Pigato, Myss Keta, Simone Rovellini – musica: Stefano Riva)
13. La casa degli specchi (feat. Gabry Ponte) – 2:58 (testo: Dario Pigato, Gabriele Ponte, Myss Keta, Simone Rovellini, Stefano Riva – musica: Daniele Mattiuzzi, Gabriele Ponte, Gianmarco Costantino, Giuliano Cappello, Roberto Molinaro, Stefano Esposito)
14. Fa paura perché è vero (feat. Mahmood) – 3:24 (testo: Alessandro Mahmoud, Dario Pigato, Myss Keta, Simone Rovellini – musica: Stefano Riva)

## Classifiche
| Classifica (2019) | Posizione massima |
| ----------------- | ----------------- |
| Italia            | 12                |